# Augustin de Chazelles
Augustin, Jean, Baptiste, Louis, Marie, de Chazelles né le 8 août 1779 à Lunac et mort le 14 décembre 1862 à Amélie-les-Bains, baron d'Empire (1811), « comte de Chazelles » (titre de courtoisie), était un haut fonctionnaire sous la restauration et un homme politique français de la monarchie de Juillet. De tendance politique libérale, il fut préfet du Morbihan de 1818 à 1830 et directeur général des Postes de 1844 a 1847.

## Famille de Chazelles

Armes de la famille de Chazelles

Augustin de Chazelles, né au château de Lunac en 1779, est le fils de Jacques Scipion de Chazelles, né en 1735, major du régiment d’Angoumois et chevalier de Saint-Louis et qui se qualifiait « baron de Chazelles » quand il épousa en 1776 Jeanne-Thérèse de Montlauseur, héritière du château de Lunac; il devint par la suite maréchal de camp. 
La famille de Chazelles (olim de Chazel), originaire du Languedoc revendiquait une origine commune avec l'ancienne famille auvergnate de Chazelles, mais elle portait au XVIIe siècle le nom de Chazel et appartenait simplement à cette époque à la haute bourgeoisie du diocèse de Nimes. 
Jacques de Chazel qui reçut en 1726, 50 000 livres en récompense des services rendus au roi par les oncles de sa femme, parait avoir été le premier à chercher à s’agréger à la noblesse; il prit dans les dernières années de sa vie, avec le nom de Chazelles, les armoiries des Chazelles d’Auvergne.
La famille de Chazelles obtint en 1784 un arrêt de maintenue de noblesse qui les rattachait aux Chazelles de l’Auvergne.
Gustave Chaix d'Est-Ange écrit à ce sujet : « L’arrêt de 1784 contient le passage suivant qui étonnera tant soit peu ceux habitués aux questions nobiliaires : « Il est vrai que plusieurs ont pris quelquefois la seule qualité de monsieur maître à cause de la qualité d’avocat, de docteur en droit ou d’officier de justice ; mais les mêmes ont aussi pris la qualité de noble ou celle de messire dans d’autres actes, ce qui suffit d’autant plus que les frères de ceux qui n’ont pris que la qualité de monsieur maître et qui n’étaient pas dans la robe ont pris celle de noble ou de messire, ce qui prouve que la famille était reconnue pour noble ».
Le Nobiliaire Universel de France (1872) qui ne donne aucune source ni date à cette information indique qu'un membre de cette famille, Jean de Chazelles, colonel d'un régiment de dragons de son nom, maréchal général des logis de l'armée d'Espagne pendant les guerres de la succession, fut titré comte. Cette information n'est pas confirmée par les nobiliaires contemporains et on ne trouve aucune autre source relative à une éventuelle création d'un titre de comte en faveur d'un membre de cette famille.
Les familles Deltour, Harary, Humblot descendantes en ligne féminine sont autorisées à joindre à leur nom de Chazelles par décret du 17 juillet 1929 pour la famille Deltour, par décret du 11 décembre 1976 pour la famille Harary, Humblot par décret du 3 septembre 1886.
L’hôtel particulier de Chazelles de la famille d'Augustin de Chazelles se situait à Nîmes, cet édifice du XVIIe siècle séjourna Augustin de Chazelles et sa famille lorsqu'il était Président du Conseil de Nîmes en 1809.

## Biographie
Ses fonctions politiques l’amènent à servir successivement sous Napoléon, Louis XVIII, le comte d’Artois, futur Charles X et enfin Louis-Philippe. Dans une carrière de haut fonctionnaire longue et mouvementée, il est successivement sous-préfet de Napoléon, préfet de Louis XVIII et de Charles X, puis maître des requêtes et conseiller d’État de Louis-Philippe. Pour finir sa vie politique, directeur des Postes et Télégrammes. Il est notamment connu pour l’éloquence fougueuse de ses discours, ses prises de position en faveur de la Bretagne et sa prononciation de discours remarqués concernant l'enseignement
Président du Conseil supérieur à Nîmes de 1809 a 1810. Il est promu sous-préfet par Napoléon à Muret de 1811 à 1815, puis sous-préfet de Saint-Quentin de mai à décembre 1815. Il est titré baron d'Empire par Lettres patentes du 13 avril 1811 de Napoléon Ier
Sous la Restauration, il prit le titre de comte, qualification portée par son oncle avec celle de comte de chusclan en 1789 aux assemblées de la noblesse tenues à Montpellier.
Il se rallie à la Restauration et est nommé sous-préfet de Lorient du 18 janvier 1816 au 1er avril 1818  puis préfet du Morbihan le 12 août 1818 au 10 août 1830.
À la chute des Bourbon, il est remplacé en tant que préfet du Morbihan et devient maître des requêtes au conseil d'État du 10 août au 24 octobre, deux mois seulement avant d'être nommé par Louis-Philippe Ier conseiller d'État du 24 octobre 1830 au 21 décembre 1844. À la suite de la démission de M. Conte, par décret du roi Louis-Philippe Ier il est nommé directeur général des postes du 21 décembre 1844 au 22 juin 1847. En tant que directeur général des Postes françaises et des Télégraphes, il a travaillé à la réorganisation et à la fusion des Postes et des Télégraphes. À la suite d'un scrutin national, qui rendit Dejean réélu trois fois de suite député, il démissionne du gouvernement et ce dernier est nommé pour le remplacer. En 1842 il donne ses terres à la ville de Lorient, terres acquises en 1819. Il est député du Morbihan de 1846 à 1848, siégeant dans la majorité soutenant la monarchie de Juillet. La révolution de Février 1848 le rendit à la vie privée.
Il meurt à Amélie-les-Bains sous le Second Empire à l'âge de 83 ans.
Augustin de Chazelles eut d'une première union un fils, Eugène de Chazelles qui fut professeur d'hydrographie en Bretagne et académicien ; d'une autre union il eut deux fils et deux filles.

## Distinctions
- Ancien gentilhomme de la chambre des Rois Louis XVIII et Charles X
- Titré baron d'Empire par Napoléon Ier en 1811.
- Chevalier d'honneur de S.A.R la duchesse de Berry
- Commandeur de la Légion d'honneur
- Chevalier de l'ordre de Saint-Louis

## Hommage
- La rue de Chazelles situé dans le 17e arrondissement de Paris a été nommée en son hommage.
- Le cours de Chazelles, boulevard situé à Lorient, dont il a été sous-préfet de 1816 à 1818 avant de devenir préfet du Morbihan, a été nommé en son honneur en 1819.

## Armoiries
| Figure | Nom du baron et blasonnement |
| ------ | --- |
|        | Augustin de Chazelles, sous-préfet de Muret, de Saint-Quentin et de Lorient. Baron de l'Empire (Lettres Patentes de 1811). Préfet (a la restauration), conseiller d'Etat et Directeur général des Postes (a la monarchie de Juillet) Écartelés au premier, d'azur à tête de léopard, posé en fasce d'or, au comble du même chargé à dextre d'une étoile d'argent et surmontées en chef à dextre d'un croissant et à sénestre d'une croix à huit pointes aussi d'or. Languedoc (Nîmes), maintenue en 1784. Baron, membre du collège électoral du 18-04-1811. Majorat du domaine du Luc à Nîmes, d'un revenu de 9.000 francs. |